# Vincelles (Marne)
Vincelles ist eine französische Gemeinde mit 326 Einwohnern (Stand: 1. Januar 2022) im Département Marne in der Region Grand Est. Sie gehört zum Arrondissement Épernay und zum Kanton Dormans-Paysages de Champagne. 

## Lage
Die Gemeinde liegt an der Marne, 24 Kilometer westlich bzw. flussabwärts von Épernay. 
Sie ist umgeben von folgenden Nachbargemeinden:
|                  | Champvoisy                                  |          |
| Trélou-sur-Marne | Kompassrose, die auf Nachbargemeinden zeigt | Verneuil |
|                  | Dormans                                     |          |

## Bevölkerungsentwicklung
| Jahr                       | 1962 | 1968 | 1975 | 1982 | 1990 | 1999 | 2008 | 2018 |
| -------------------------- | ---- | ---- | ---- | ---- | ---- | ---- | ---- | ---- |
| Einwohner                  | 332  | 382  | 397  | 358  | 309  | 319  | 306  | 299  |
| Quellen: Cassini und INSEE |      |      |      |      |      |      |      |      |